# Juan Martín Toribio
Juan Martín Toribio (Cantallops, 12 de gener de 1943 - Vilanova i la Geltrú, 15 d'agost de 2005) fou un polític català.

## Biografia
Es llicencià a l'Escola Normal de Magisteri d'Àvila, després com a perit industrial a l'Escola Universitària Politècnica de Vilanova i la Geltrú i es llicencià en ciències físiques a la Universitat de Barcelona. Des de 1963 ha treballat en el sector de l'ensenyament i de 1981 a 1984 fou director de l'Institut Politècnic de Formació Professional de Vilanova i la Geltrú.
Amb l'establiment de la democràcia fou membre del Comitè Nacional de Centristes de Catalunya-UCD i regidor a l'ajuntament de Vilanova i la Geltrú (1979-1983) fins que el partit es va dissoldre el 1982, i aleshores ingressà en el Centro Democrático y Social, del que en formà part de la gestora de Catalunya. Fou elegit diputat a les eleccions al Parlament de Catalunya de 1988. Quan el CDS es va ensorrar a Catalunya va ingressar a Unió Democràtica de Catalunya. Fou novament escollit regidor de Vilanova i la Geltrú a les eleccions municipals espanyoles de 1987. Ha estat vicepresident del Consell Comarcal del Garraf (1988-1991) i membre del Consell Superior d'Esports.
Posteriorment fou coordinador de centres d'innovació i formació professionals en la Direcció General d'Ocupació. El 2000 fou destituït en ser relacionat amb l'escàndol protagonitzat per l'empresari Fidel Pallerols i Montoya (l'anomenat cas Pallerols), i també fou suspès de militància a UDC. El 2002 fou imputat pel Jutjat núm 9 de Barcelona juntament amb Lluís Gavaldà, ex director general de Treball, tanmateix, va morir abans de sortir el judici.